# Hohenstein (Hohenstein-Ernstthal)
Hohenstein ist ein Stadtteil der Großen Kreisstadt Hohenstein-Ernstthal im Landkreis Zwickau in Sachsen. Er wurde im Jahr 1898 mit der Stadt Ernstthal zur Stadt Hohenstein-Ernstthal vereinigt.

## Geografie

### Geografische Lage und Verkehr

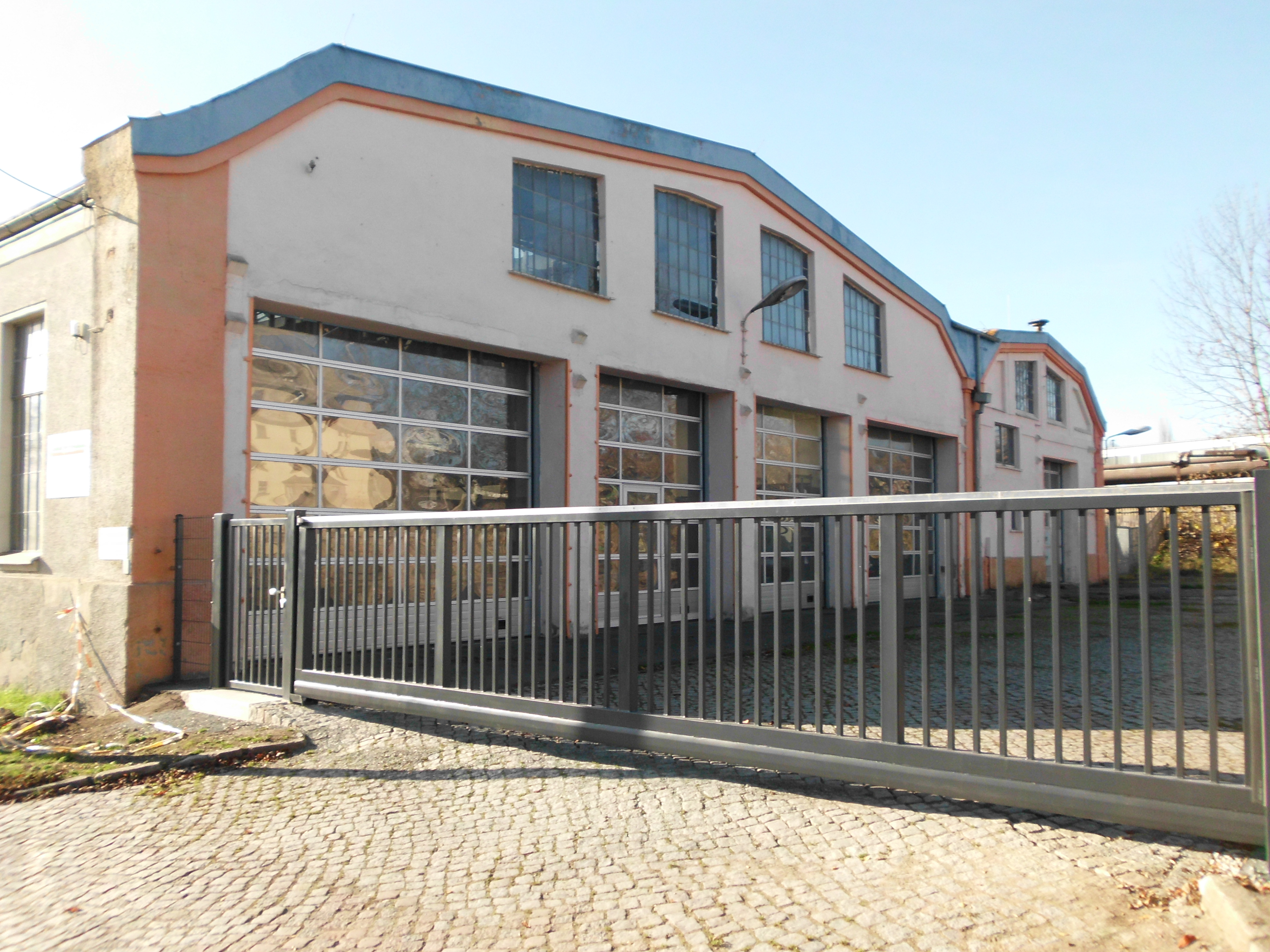
Ehemaliges Straßenbahndepot Hohenstein-Ernstthal

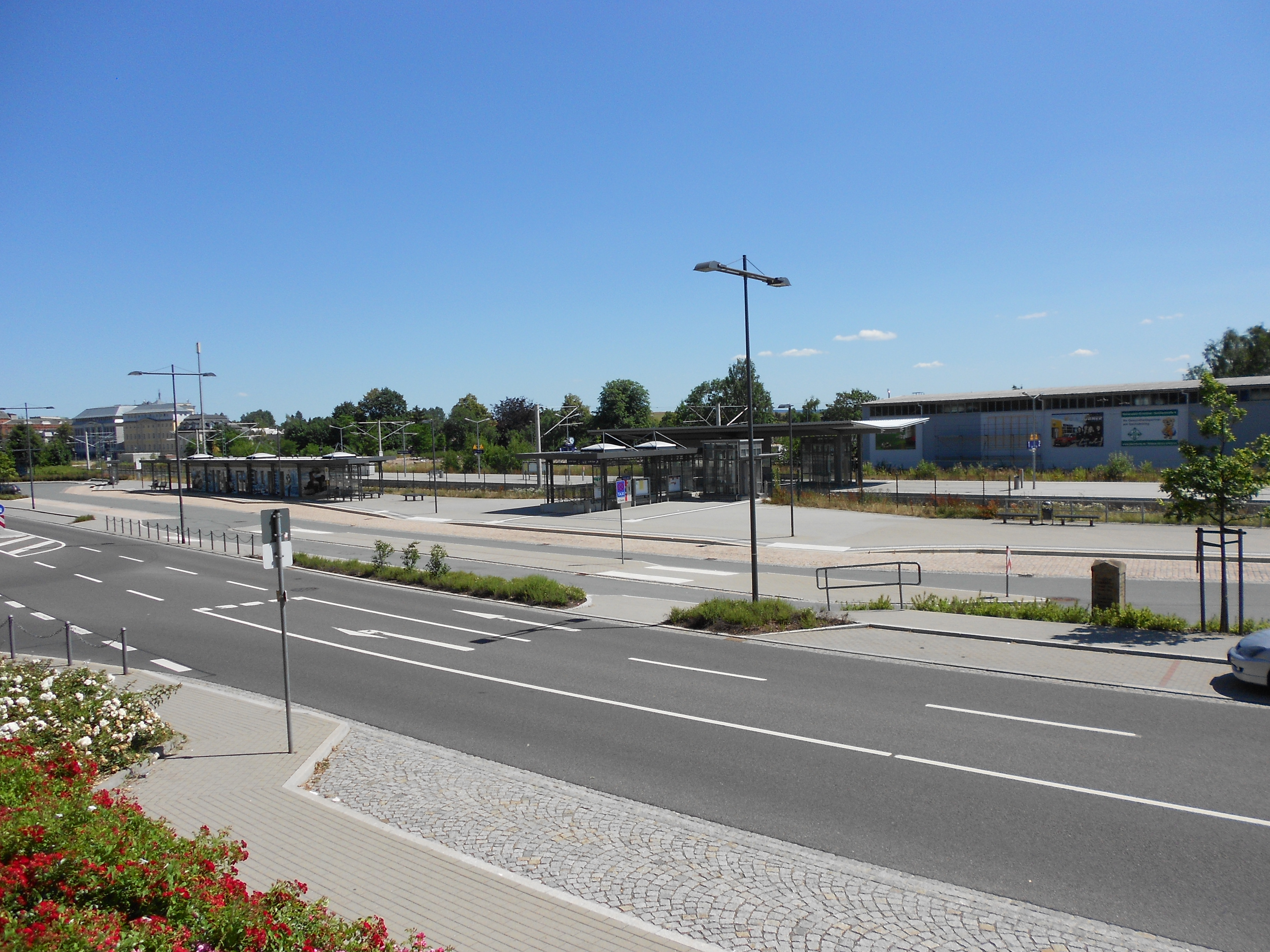
Bahnhof Hohenstein-Ernstthal

Hohenstein bildet den westlichen Teil des Stadtkerns von Hohenstein-Ernstthal. Nordöstlich des Stadtteils befindet sich der Pfaffenberg, (479 m ü. NHN) der auf dem Übergang vom Nordrand des Erzgebirgsbeckens und dem Südrand des Mittelsächsischen Lößlehm-Hügellandes liegt. Der Pfaffenberg gehört zum Landschaftsschutzgebiet „Pfaffenberg–Oberwald“. Die durch Hohenstein verlaufenden Bäche Hüttengrundbach und Goldbach entwässern über den Lungwitzbach in die Zwickauer Mulde.
Der historische Ursprung von Hohenstein mit der Kirche St. Christophori und dem Rathaus am Altmarkt befinden sich im Norden des Stadtteils.
Nördlich von Hohenstein verläuft die Bundesautobahn 4, die Anschlussstelle Hohenstein-Ernstthal liegt nordwestlich des Stadtteils. Zu ihr führt die Bundesstraße 180, die Hohenstein im Westen tangiert. Im südlichen Teil von Hohenstein verläuft die Bahnstrecke Dresden–Werdau mit dem Bahnhof Hohenstein-Ernstthal. Dort begann zwischen 1913 und 1960 die Straßenbahn Hohenstein-Ernstthal–Oelsnitz. In der Flur von Hohenstein befanden sich die Haltestellen Hohenstein-Ernstthal, Güterbahnhof Hohenstein-Ernstthal, August-Bebel-Straße und Betriebsbahnhof.

### Nachbarorte
| Obercallenberg              | Waldenburger Oberwald                       | Langenberg |
| Kuhschnappel mit Tirschheim | Kompassrose, die auf Nachbargemeinden zeigt | Ernstthal  |
| Hermsdorf                   | Oberlungwitz                                |            |

## Geschichte

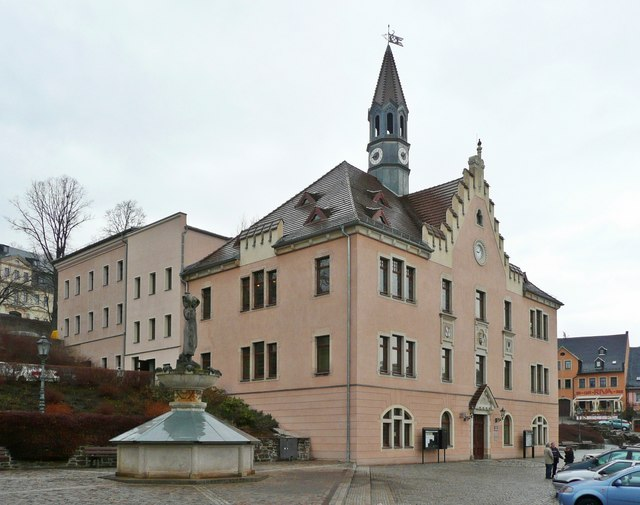
Rathaus Hohenstein-Ernstthal im Stadtteil Hohenstein

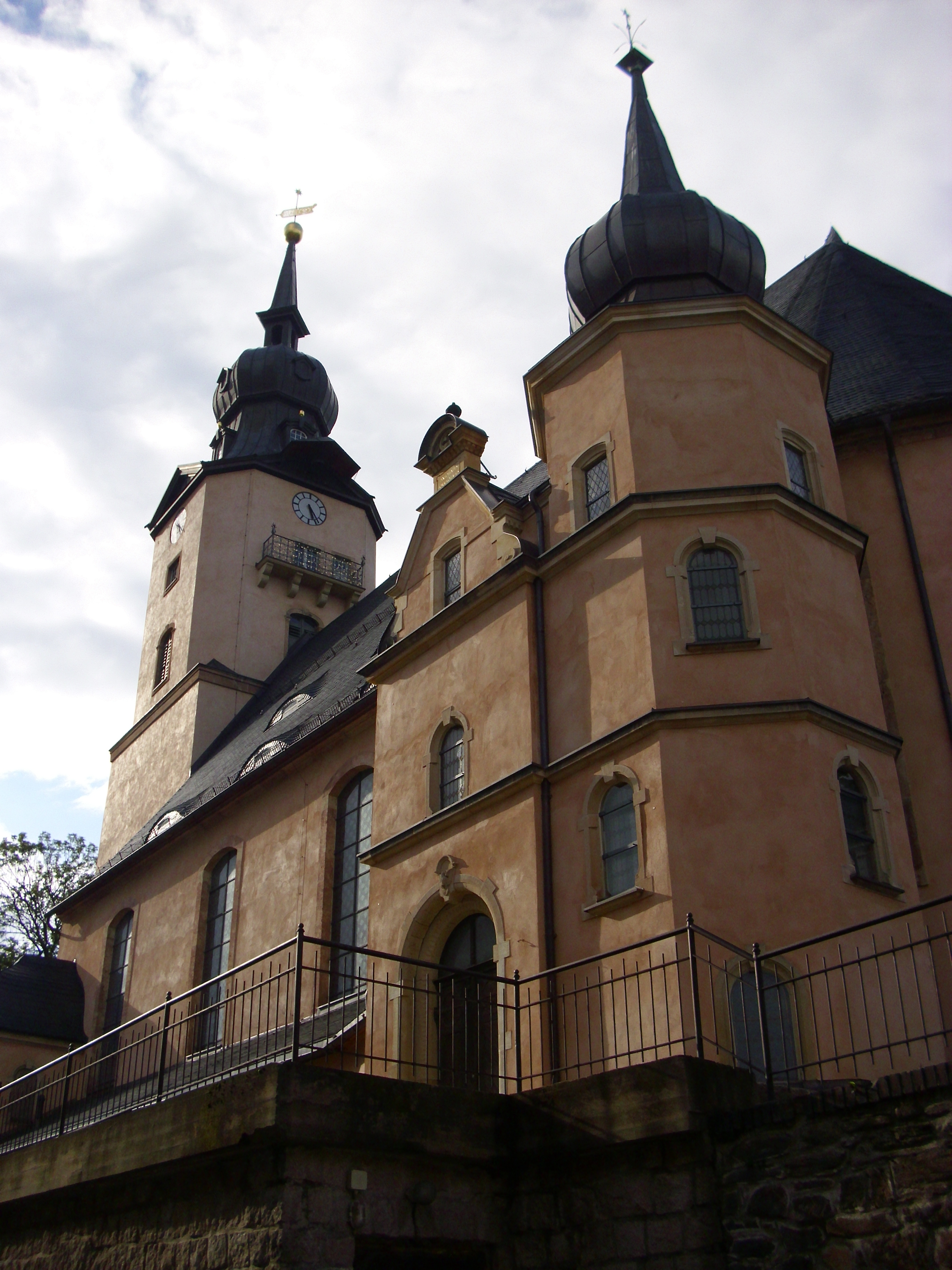
Südfassade St. Christophori Hohenstein

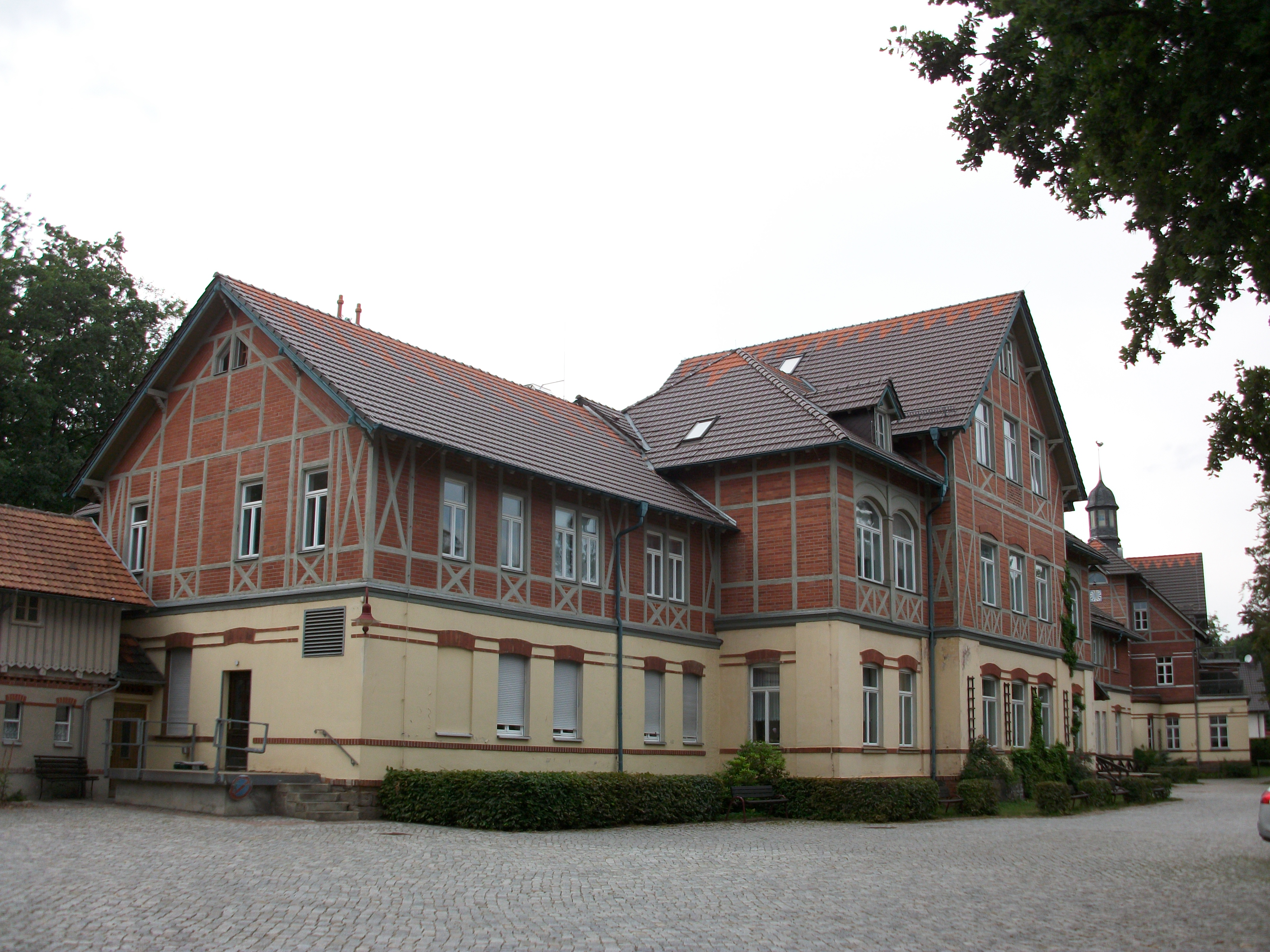
Bethlehemstift Hohenstein-Ernstthal

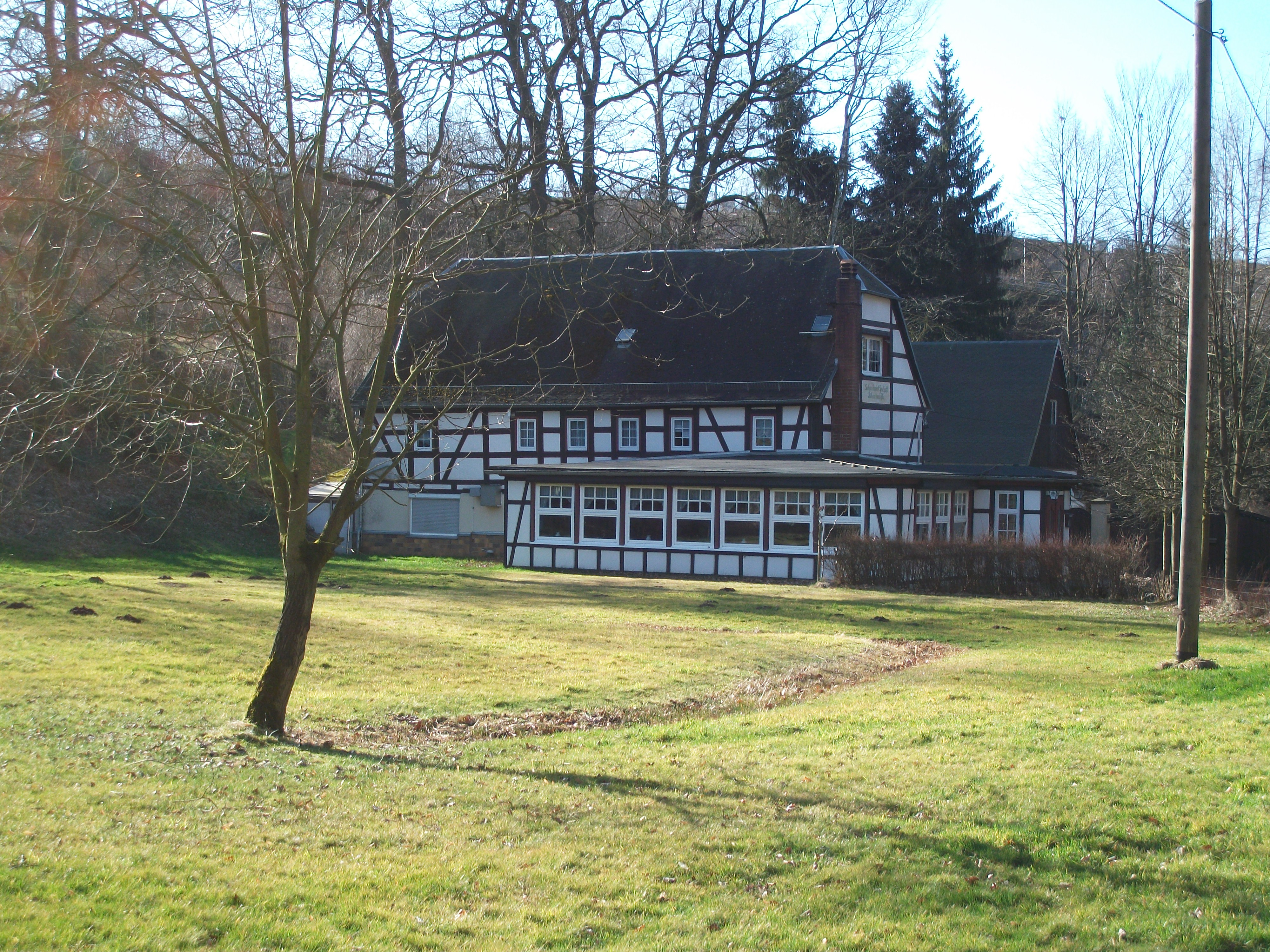
Klaus-Mühle Hohenstein-Ernstthal

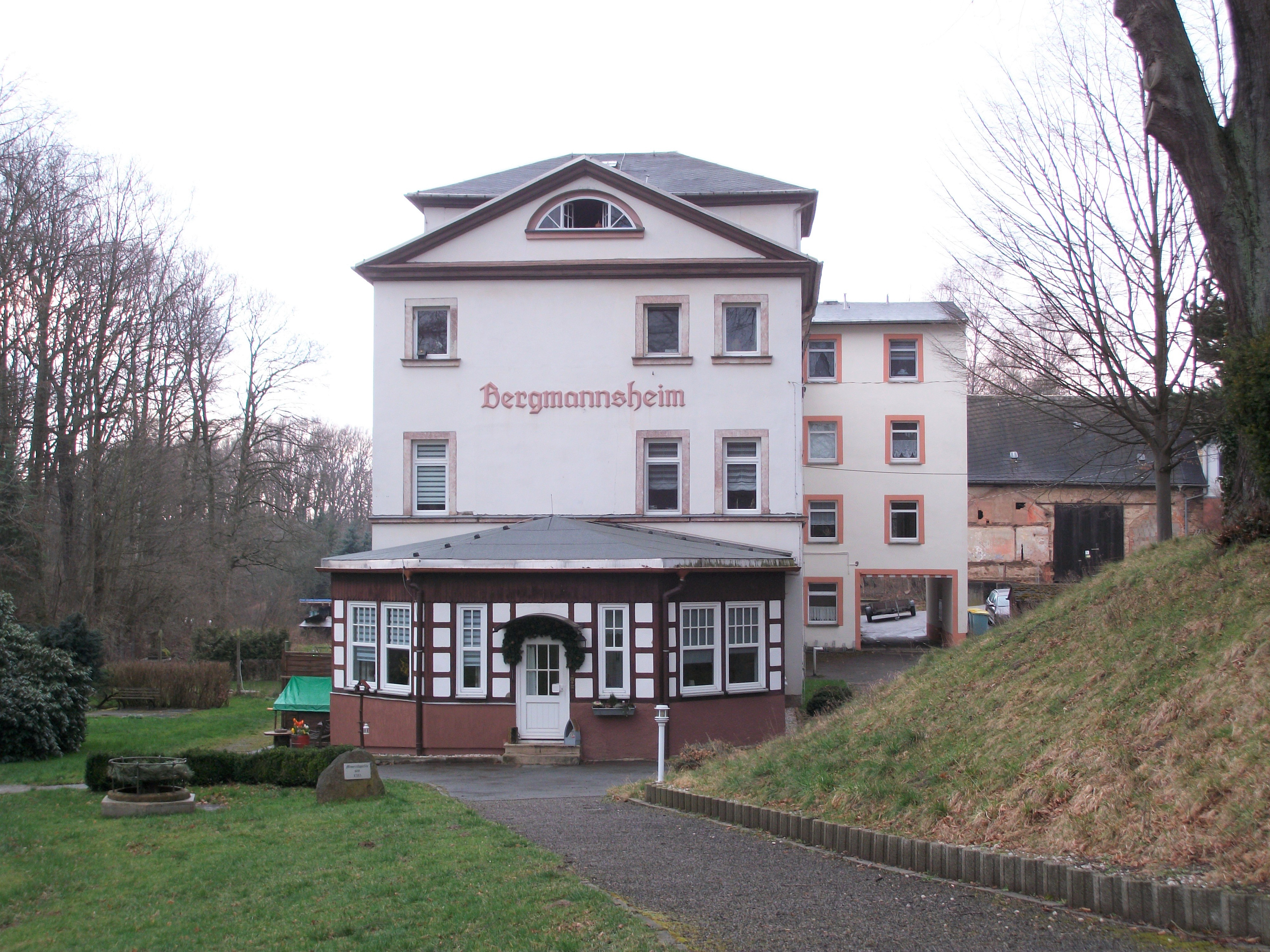
Mineralbad Hohenstein, Bergmannsheim

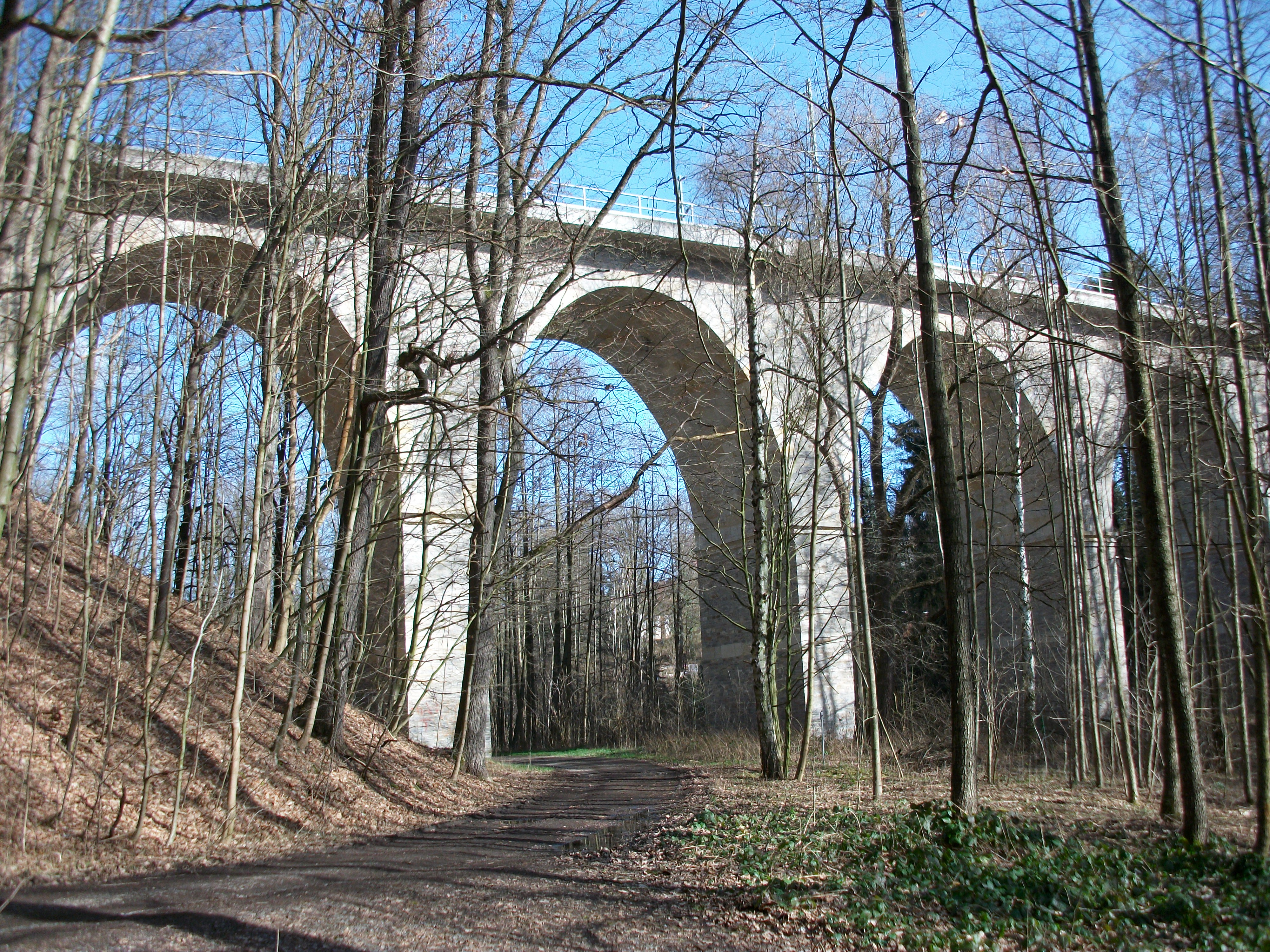
Hüttengrundviadukt

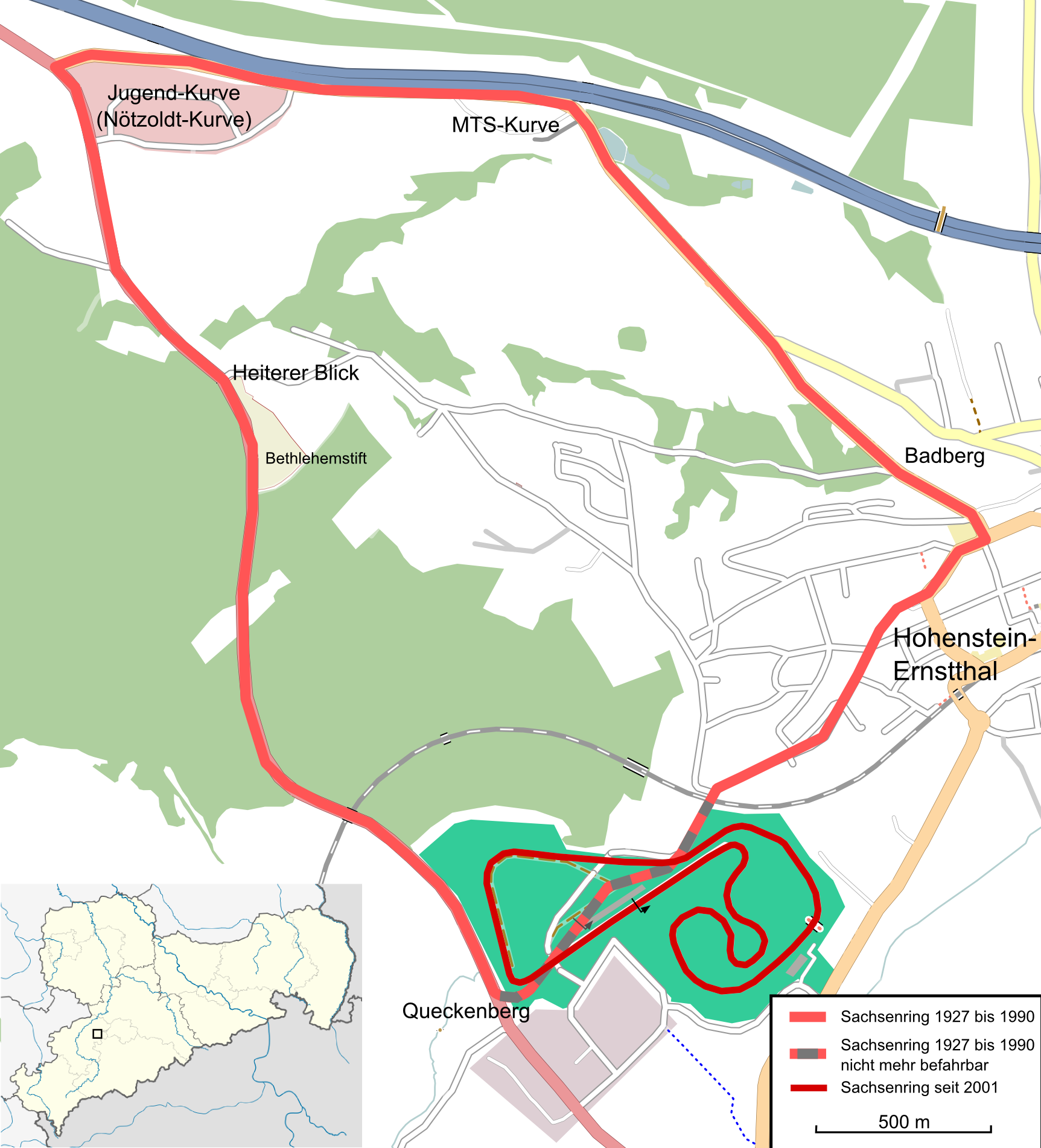
Streckenkarte Sachsenring

Bereits zwischen 1400 und 1450 begannen am Pfaffenberg erste Bergbauversuche. Urkundlich erwähnt wurde das Gebiet "um den Hohen Stein" erstmals 1411 in einer Urkunde über Jagdgerechtsame der Herrschaft Schönburg. Vermutlich kamen diese ersten Bergbauversuche durch die Hussitenkriege 1430 wieder zum Erliegen. Unter den Schönburger Grafen Ernst I. (1480–89) und seinem Sohn Ernst II. († 1534) wurden sowohl das Städtewesen als auch der Bergbau gefördert. Um 1473 kaufte der Freiberger Ratsherr Münzner ein liegengebliebenes Bergwerk bei Hohenstein. Um 1500 begann der Bergbau auf Silber am Zechenberg mit der Anlage der Schächte „Lampertus“, „St. Anna“ und „Gottes Wille“.
Gleichzeitig entstand um 1490 die Anlage der Bergmannssiedlung Hohenstein südwestlich des Pfaffenbergs auf Oberlungwitzer Flur. Aufgrund des aufblühenden Bergbaus wuchs diese Siedlung so schnell, dass die damalige Regentin Gräfin Anna von Schönburg dem Ort Hohenstein im Jahr 1510 die Rechte einer Bergstadt verlieh. Dies spiegelte sich auch in den Bergmannssymbolen Schlägel und Eisen im ursprünglichen Hohensteiner Wappen wider. Kirchlich war die junge Bergstadt bis 1526 nach Oberlungwitz gepfarrt. Die 1536 von Bergleuten erbaute Kapelle wurde 1565/1567 durch einen einfachen Kirchenbau ersetzt, der dem Heiligen Christophorus geweiht wurde. Auf den Umfassungsmauern des ursprünglichen Gebäudes entstand 1756/1757 ein barocker Neubau.
Um 1529 entstand in Hohenstein ein eigenes Bergamt, das von den Wettinern und Schönburgern gemeinsam verwaltet wurde. Es wurde auf Anordnung des sächsischen Kurfürsten Johann Georg I. im Jahr 1617 dem Bergamt Scheibenberg unterstellt, welches auch gemeinschaftlich verwaltet wurde, da es ursprünglich zur schönburgischen Grafschaft Hartenstein gehörte. Das Bergamt Hohenstein existierte danach als Unterbergamt weiter. Im Jahr 1767 wurde das Bergamt Scheibenberg wiederum dem Bergamt Annaberg unterstellt. In der ersten Blütezeit des Bergbaus Ende des 16. Jahrhunderts wurden unter anderem die Fundgruben „Lampertus und Römer Fundgrube“ und die „Große Bretschneider Fundgrube“ betrieben. Im Jahr 1720 wurde im „Tiefen St. Lampertus Erbstolln“ die erste Steinkohle im Erzgebirgischen Becken gefunden. Nachdem sich in der ersten Hälfte des 16. Jahrhunderts die Leineweberei und Bleicherei, später auch die Strumpfwirkerei in Hohenstein und Umgebung ausbreitete, dominierte ab dem 17. Jahrhundert nicht mehr der Bergbau, sondern die Weberei.
Nachdem im Jahr 1680 die Pest in Hohenstein ausgebrochen war, erhielt der Handelsherr Johann Simon, welcher mit seinem Vater Jacob Simon im Jahr 1679 am „oberen Haynholz“ östlich von Hohenstein ein Waldhaus errichtet hatte, Zutrittsverbot nach Hohenstein. Daraufhin erwarb er in den Wäldern östlich von Hohenstein in Oberlungwitzer Flur größere Baugrundstücke, die er dann an sich ansiedelnde Weber und Hohensteiner veräußerte. Die beiden Grafen Christian Ernst von Schönburg (1655–1718) und August Ernst von Schönburg (1666–1729) unterstützten Simon beim Bau der Siedlung, die letztendlich zu Ehren der beiden Grafen den Namen „Ernstthal“ erhielt. Im Gegensatz zu Hohenstein gehörte die neue Stadt Ernstthal zur Schönburgischen Herrschaft Glauchau, Amt Hinterglauchau, von dem sie aber territorial getrennt war. Die Bergstadt Hohenstein gehörte größtenteils auch zur Herrschaft Glauchau, allerdings zum Amt Forderglauchau, von dem sie aber auch territorial getrennt lag. Lediglich sieben Häuser im Osten und Süden und der Waldenburger Oberwald, der heute eine eigene Gemarkung bildet, gehörten zur schönburgischen Herrschaft Waldenburg. Dies waren u. a. das Bad Hohenstein, das Rote Vorwerk und die Rote Mühle. Die Hüttenmühle und die Klaus-Mühle gehörten wie der Hüttengrund damals zu Oberlungwitz. Das Rote Vorwerk und die Rote Mühle liegen südlich von Hohenstein. In das Rote Vorwerk zog 1799 die Freimaurerloge vom Rittergut Rüsdorf ein, die 1826 nach Chemnitz umzog. An sie erinnert die „Logenstraße“ im Süden von Hohenstein. Südwestlich des Roten Vorwerks befindet sich die Rote Mühle, welche sich heute in der gleichnamigen Straße befindet. Einige Quellen erwähnen die Mühle schon Mitte des 14. Jahrhunderts. Gerichtsakten belegen eine Erbauung vor 1708 als Pochwerk mit Schmelzhütte. Da die Bergbautätigkeit in Hohenstein bereits am Abklingen war, wurde die Rote Mühle vermutlich um 1710 in eine Mahlmühle umgewandelt. Erst seit 1927 gehört die Rote Mühle zum Stadtgebiet. Das Mineralbad Hohenstein nordwestlich von Hohenstein befindet sich im oberen Teil des Hüttengrunds und lag ursprünglich in der Flur von Kuhschnappel. Nachdem um das Jahr 1765 die Hohensteiner Quelle entdeckt wurde, kaufte Fürst Otto Karl Friedrich von Schönburg-Waldenburg den Brunnen. Unter dem Grafen Karl Heinrich von Schönburg wurde die Quelle gefasst. Nachdem sie in der Folgezeit wieder in Vergessenheit geraten war, erfolgte um 1830 der Bau des Badehauses mit zwei Gebäuden. Der Apotheker aus Hohenstein ließ Wohn- und Geschäftshäuser erbauen. Beckert verkaufte im Jahr 1862 das Bad an den Glauchauer Fabrikanten Heinrich Beck, welcher in dem Gebäude eine Teppichweberei errichtete. Jahr 1884 besuchten das Bad 1200 Badegäste. Bis zur Zwangsvollstreckung im Jahr 1913 konnte der Badebetrieb mit Unterbrechungen aufrechterhalten werden. Die Baderäume wurden um 1930 in ein Heim umgewandelt. Die Gaststätte erhielt den Namen „Oberwaldschänke“. Am 25. Februar 1842 wurde der berühmte Schriftsteller Karl May in Ernstthal geboren. In der Hohensteiner Kirche St. Christophori heiratete er 1880 seine Frau Emma Pollmer. An Karl Mays Wirken in Hohenstein und Ernstthal erinnern zahlreiche Gedenktafeln und das in seinem Geburtshaus eingerichtete Karl-May-Haus. Mit der Eröffnung des Abschnitts Chemnitz–Zwickau der Bahnstrecke Dresden–Werdau wurde am 15. November 1858 der Bahnhof Hohenstein-Ernstthal für den Verkehr freigegeben. Anfangs gehörte der Bahnhof jedoch weder zu Hohenstein noch zu Ernstthal, sondern zu Abtei Oberlungwitz. Das Bahnhofsgrundstück wurde später von der Stadt Hohenstein abgekauft.
Nachdem auf dem Gebiet der Rezessherrschaften Schönburg im Jahr 1878 eine Verwaltungsreform durchgeführt wurde, kam Hohenstein im Jahr 1880 zur neu gegründeten sächsischen Amtshauptmannschaft Glauchau. Die Vereinigung mit Ernstthal zur neuen Stadt Hohenstein-Ernstthal erfolgte im Jahr 1898. Das Hohensteiner Rathaus wurde nun das Verwaltungsgebäude der neuen Stadt, welche außerdem ein neues Stadtwappen erhielt. Die letzte Bergbauperiode setzte in Hohenstein im Jahr 1873 mit der Gründung der Gewerkschaft "Lampertus samt Zubehör bei Hohenstein" ein. Dadurch wurden die Grubenbaue und Tagesanlagen erneuert und der "Lampertus Richtschacht" auf 128 Meter abgeteuft. Nachdem im Jahr 1910 in der Grube "St. Lampertus" die letzte Schicht gefahren wurde, endete die Bergbauära in Hohenstein. Bis auf das 1846 erbaute Huthaus wurden alle Gebäude abgebrochen. Das Huthaus wird seit 1998 durch den 1996 gegründeten „Freundeskreis Geologie und Bergbau Hohenstein-Ernstthal e. V.“ als Vereinsheim genutzt. Im Stadtteil erinnern u. a. das Bergmannsdenkmal, die "Hüttengrundstraße", der "Hüttengrund", die "Goldbachstraße" und das "Silbergässchen" an diese Zeit. Im Jahr 1913 eröffnete die bis 1960 betriebene Straßenbahn Hohenstein-Ernstthal–Oelsnitz, welche am Bahnhof Hohenstein-Ernstthal begann und danach entlang der Goldbachstraße verlief. In der Flur von Hohenstein befanden sich die Haltestellen Hohenstein-Ernstthal, Güterbahnhof Hohenstein-Ernstthal, August-Bebel-Straße (bis 1945: Schönburgstraße) und Betriebsbahnhof. Bei einem Gebietsaustausch zwischen Oberlungwitz und Hohenstein-Ernstthal erhielt die Gemarkung Hohenstein im Jahr 1909 den bisher zu Oberlungwitz gehörigen Teil des Hüttengrunds mit der Klaus-Mühle⊙ und der im Jahr 2012 abgebrochenen Hüttenmühle zugeordnet. Durch einen Gebietsaustausch mit der Gemeinde Kuhschnappel kam 1915 auch der bisher zu Kuhschnappel gehörige Teil des Hüttengrunds an die Gemarkung Hohenstein. ⊙ Mit diesem Flurstück kam auch die Gaststätte „Heiterer Blick“⊙ und das 1891 eröffnete „Bethlehemstift“⊙ an der heutigen B 180 und das 1829/30 eröffnete Mineralbad mit der 1765 entdeckten Hohensteiner Quelle (Straßen „Im Viertel“ und „Am Sachsenring“)⊙ zur Stadt Hohenstein-Ernstthal. Seitdem bildet die heutige B180 die Flurgrenze zwischen Hohenstein und Kuhschnappel. Diese gehörte zwischen 1927 und 1995 zur alten Trasse der Rennstrecke Sachsenring, deren Ursprünge auf das Badberg-Vierecksrennen zurückgehen. Dieses wurde erstmals im Jahr 1927 ausgetragen. Der 8,71 km lange Straßenkurs führte gegen den Uhrzeigersinn durch Hohenstein-Ernstthal nach Norden, um dann in westlicher Richtung parallel zur heutigen A4 Chemnitz–Gera zu verlaufen. Auf der heutigen Bundesstraße 180 ging es nach Süden, um dann in der Queckenberg-Kurve auf die Zielgerade einzumünden. Der Bau der heute als A4 bekannten Autobahn nördlich von Hohenstein-Ernstthal erfolgte im Jahr 1937.
Seit der zweiten Kreisreform in der DDR im Jahr 1952 gehörte Hohenstein als Teil der Kreisstadt Hohenstein-Ernstthal zum Kreis Hohenstein-Ernstthal im Bezirk Chemnitz (1953 in Bezirk Karl-Marx-Stadt umbenannt), der 1990 als sächsischer Landkreis Hohenstein-Ernstthal fortgeführt wurde. Durch den Verlust des Kreissitzes im Jahr 1994 wurde der Stadt Hohenstein-Ernstthal der Titel Große Kreisstadt verliehen. Sie kam 1994 zum Landkreis Chemnitzer Land, der 2008 im Landkreis Zwickau aufging. Im Jahr 1995 ging der neue Kurs des Sachsenrings in Betrieb. Am 1. Januar 1999 wurden Teile von Oberlungwitz (mit 92 Einwohnern) und St. Egidien (mit 47 Einwohnern aus Kuhschnappel) eingemeindet.

## Sehenswürdigkeiten

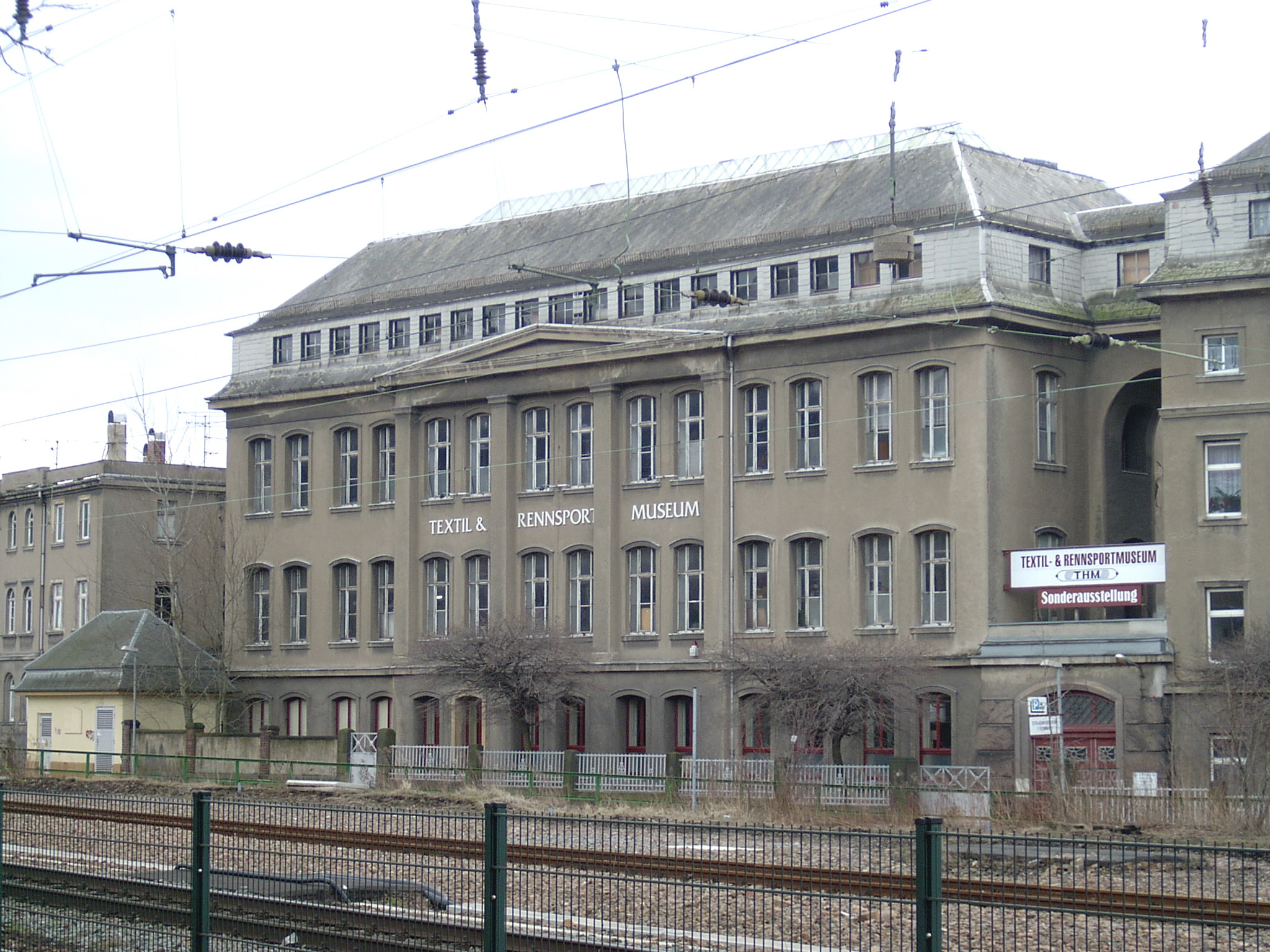
Textil- u. Rennsport-Museum Hohenstein-Ernstthal

- Kirche St. Christophori
- Altmarkt mit dem Rathaus
- Textil- und Rennsportmuseum